# Ruhollah Khomeini
Ruhollah Musavi Khomeini (în persană روح الله موسوی خمینی; n. 24 septembrie 1902, Khomeyn, Provincia Markazi, Iran – d. 3 iunie 1989, Teheran, Iran) a fost un lider politic și religios iranian. A condus Revoluția Iraniană din 1979, de pe urma căreia a devenit liderul suprem al Iranului, țară pe care a condus-o până la moartea sa.

## Primii ani de viață
Ruhollah Mostafavi Musavi Khomeini s-a născut în provincia iraniană Markazi, în orașul Khomeyn, aflat la o distanță de 325 de km de capitala Teheran. Era fiul lui Mostafa Hindi, iar după moartea sa din anul 1903, mama a fost cea care s-a ocupat de creșterea și educatia lui. De la vârsta de 6 ani a început să studieze Coranul.

## Activitatea politică
Multe din ideile politice și religioase ale lui Khomeini fuseseră considerate progresive și reformiste de către intelectualii de stânga și de activiști înainte de declanșarea Revoluției. Totuși, după ce a preluat puterea a avut ciocniri cu intelectualii iranieni moderniști și seculari. Acest conflict a ajuns la apogeu în timpul scrierii Constituției islamice, când multe ziare au fost interzise de guvern. Khomeini le-a declarat furios intelectualilor:
Da, noi suntem reacționari, iar voi sunteți intelectuali luminați: voi intelectualii nu doriți ca noi să dăm cu 1400 de ani înapoi. Voi vreți libertate, libertate față de orice, libertate pentru partide, voi doriți toate libertățile, voi intelectualii: libertate care ne va corupe tineretul, libertate care va deschide drum liber opresorilor, libertate care ne va trage nația la fund.

## Viata si opera Imamului Khomeini
La rasaritul unei zile de miercuri, in ziua de 24 septembrie 1902, in aceeasi zi cu Fatemeh Zahra, fiica Profetului Mohammad, in orasul Khomein (situat la aproximativ 200 de km sud de Teheran) a venit pe lume un copil ce a primit numele de Seyyed Ruhollah. Cand Seyyed Ruhollah inca nu implinise 5 luni, tatal sau a fost ucis de catre o banda de nelegiuiti locali. Inca din copilarie, acesta a fost lipsit de sustinerea si afectiunea tatalui. Seyyed Ruhollah si-a petrecut copilaria si adolescenta in grija mamei sale, "Banu Hajar", a matusii sale, "Saheb Khanum" si a doicii "Nane Khovar". Seyyed Ruhollah s-a nascut intr-o familie religioasa si demna, iar radacinile sale ancestrale sunt conectate cu "Seyyed Mousavi", fiind astfel in legatura cu Profetul Mohammad si, prin fiica acestuia Fatemeh, conectate cu Imamul "Musa Kazem" (al saptelea Imam al Siitilor).

### Conform spuselor apropiatilor
Inca din copilarie, Ruhollah iesea in evidenta in contrast cu ceilalti copii de varsta sa, remarcandu-se prin caracter, talent si abilitati intelectuale. Abilitatile sale erau evidentiate atat prin desenele si poeziile ramase marturie din copilaria sa, cat si prin interactiunile cu alti copii de varsata lui. La varsta de 6 ani, Seyyed Ruhollah incepe scoala primara prin aprofundarea Coranului si prin studierea materiilor scolare adecvate, sub indrumarea profesorilor sai si a fratelui mai mare. Apoi, continua cu studiul teologiei si al dogmelor religioase in cadrul unei scoli locale dedicate acestui tip de studiu. Ruhollah si-a petrecut copilaria si adolescenta in orasul sau natal, Khomein. In adolescenta, Ruhollah s-a confruntat cu greutati coplesitoare. Mama si matusa sa, care i-au purtat de grija dupa moartea tatalui, au parasit una dupa cealalta aceasta lume.

### Tatal lui Seyyed Ruhollah
Tatal lui Seyyed Ruhollah se numea Seyyed Mostafa. Acesta s-a nascut in anul 1861 in orasul Khomein. Seyyed Mostafa a parcurs studiile elementare in orasul sau natal, sub indrumarea inteleptului "Mirza Ahmad".  Indrumatorul sau il simpatiza pe Ruhollah, ca urmare acesta s-a insurat cu fiica profesorului, pe nume "Haji Khanum" (numita Hajar de catre sotul ei). La putin timp dupa casatorie, Seyyed Mostafa a plecat la Isfahan pentru terminarea studiilor. Dupa cativa ani in care a locuit in Isfahan impreuna cu sotia sa si cu prima lor fiica "Moulud Agha", s-a indreptat catre centre religioase importante din Irak (precum Najaf), unde si-a continuat studiile timp de inca 5 ani. In anul 1895, dupa incheierea studiilor in Irak si dupa obtinerea licentei in teologie, in urma carora a obtinut titlul de "Fakhr ol-Moshtaheddin" (titlu onorific), se intoarce in orasul natal Khomein. Seyyed Mostafa paraseste aceasta lume in anul 1902, cand Ruhollah avea doar 5 luni. Acesta a fost atacat de catre o grupare inarmata pe drumul dintre orasele Khomein si Arak si a fost ucis de cateva gloante primite in coloana si in umeri. Seyyed Mostafa a fost inmormantat in orasul Najaf, un centru de pelerinaj important din Irak. Conform unor opinii, Mostafa a fost ucis la varsta de 42 de ani, iar alte voci sustin ca acesta avea de fapt 47 de ani.

### Mama lui Seyyed Ruhollah
Mama lui Seyyed Ruhollah, "Banu Hajar" s-a nascut de asemenea intr-o familie religioasa si a primit o educatie corespunzatoare. Aceasta si-a dedicat viata acordarii unei educatii atente copiilor sai.

### Fratii si surorile
Seyyed Ruhollah avea doi frati si doua surori mai mari. Surorile se numeau "Moulud Agha Khanum si Fatemeh", iar fratii se numeau "Seyyed Morteza si Seyyed Nuroddin". Seyyed Ruhollah era ultimul nascut al familiei sale.

### Studiile
La inceputul secolului XX, pe teritoriul Iranului (inclusiv in orasul Khomein) nu existau forme de invatamant moderne in intelesul actual al cuvantului, iar majoritatea oamenilor care acordau o importanta deosebita educatiei si studiului isi trimiteau copiii la "Maktabkhaneh" pentru a aprofunda Coranul, scrierea si citirea, literatura persana si araba. De asemenea, familia lui Seyyed Ruhollah l-a indemnat catre o astfel de forma de invatamant, iar Seyyed Ruhollah a parcurs studiile elementare impreuna cu un profesor local si cu fratele sau mai mare. La varsta de 7 ani, acesta memorase cartea sfanta, Coranul. Simultan cu absolvirea studiilor primare de catre Ruhollah, in orasul Khomein se deschidea prima scoala moderna ("Ahmadiyeh"), iar acesta a fost unul dintre primii studenti ai acestei scoli.

### Circumstantele politice si sociale, Primul Razboi Mondial
Cand a inceput Primul Razboi Mondial, Ruhollah avea 13 ani. In ciuda declaratiei de neutralitate a Iranului, trupe sovietice, britanice si turcesti intrau in tara prin nord, nud si vest, expunand Iranul la amenintari militare. Dupa primii doi ani si jumatate de razboi, din cauza numeroaselor victime, in multe dintre orasele Iranului a izbucnit o epidemeie de holera. In acele vremuri, cel mai popular remediu pentru acesta boala era iaurtul, insa soldatii rusi confiscau iaurtul din casele oamenilor pentru utilizare proprie. Mama lui Seyyed Ruhollah isi trimitea deseori copiii cu galeti pline de iaurt la casele bolnavilor pentru a ajuta la vindecarea acestora. Cand Ruhollah avea 15 ani, matusa, iar apoi mama sa, s-au imbolnavit de holera si au plecat, pe rand, din acesta lume.

### Seyyed Ruhollah in adolescenta
Dupa terminarea studiilor elementare, adolescentul Ruhollah, care implinise 15 ani era pregatit pentru intrarea intr-o noua etapa a studiilor sale. La acea etapa, cunostintele sale de limba si literatura persana si araba depaseau cu mult nivelul mediu necesar. Acesta urmarea cu interes stirile despre orasul si tara sa, excela in filosofie si etica si se remarca printr-o caligrafie splendida. Ruhollah participa la toate activitatile dedicate tinerilor pentru apararea orasului. De exemplu, in fiecare vineri acesta invata, alaturi de comunitatea de tineri din oras, sa traga cu arma pentru a-si putea proteja orasul. In anul 1929, Seyyed Ruhollah s-a casatorit cu Khadijeh Saghafi, fiica lui Mirza-Mohammad Saghafi din Teheran. Sotia sa era o persoana erudita, iar Ruhollah ii purta un respect deosebit. Cei doi au ramas impreuna pana la sfarsitul vietii. Acesta isi ajuta mereu sotia in treburile casei. Rodul acestei casatorii au fost doi baieti, pe nume Mostafa si Ahmad, si trei fete pe nume Zahra, Sedigheh si Farideh.

### Inceputul actiunilor politice ale lui Seyyed Ruhollah
Seyyed Ruhollah Khomeini isi initiaza activitatea politica in jurul anilor 1941. In aceasta perioada, el publica prima sa carte intitulata "Kashf al-Asrar" ("Revelarea scretului"), in care prezinta modelul sau de guvernare ideala, guvernarea islamica. Aceasta reprezinta prima lucrare a secolului XX in care sunt descrise si sustinute, cu precizie si seriozitate, esenta si fundametele guvernarii islamice. Atat datorita sustinerii unui regim islamic, cat si datorita criticii elaborate la adresa guvernarii Sahului, acestei opere ii este conferita o importanta politica si istorica deosebita.
Intr-o zi de vineri, 4 mai 1944, Seyyed Ruhollah Khomeini isi lanseaza pentru prima oara discursul in mod public, in cadrul unei dezbateri politice. Considerat primul sau discurs de natura politica, acesta se  adreseaza atat eruditilor Islamului, cat si intregului popor iranian, invitandu-i pe toti sa manifeste unitate si implicare in problemele politice internationale. De asemenea, le cerea musulmanilor din Iran si din lume sa isi exprime dezaprobarea cu privire la nedreptatile si interferentele politice straine. In primii ani de conducere ai Sahului, Khomeini a condamnat in discursurile sale statul israelian proaspat format. In anul 1948, statul israelian si-a declarat independenta, iar in acelasi an, Seyyed Ruhollah Khomeini, a emis o declaratie impotriva alcatuirii acestui stat pe teritoriul palestinian. Khomeini era unul din primii formatori ai opiniei publice care aborda problema Israelului, exprimandu-se impotriva regimului sionist. De asemenea, acesta s-a opus practicilor politice ale Sahului considerandu-le inadecvate din perspectiva religioasa. Prin articolele si prin discursurile sale, invita poporul sa-si manifeste opozitia.

### Planul politic al "Revolutiei Albe
In decembrie 1962, Sahul Iranului a initiat implementarea unui plan politic cu aparenta democrata ce purta numele de "Revolutia Alba". Acest plan cu 6 puncte fundamentale a fost elaborat de catre America in incercarea de a prezenta regimul Sahului sub forma unei guvernari liberale si progresive. Sahul spera ca nimeni sa nu aiba indrazneala de a se opune acestui program de guvernare. Insa, fiind constient de situatia din spatele scenei politice, Khomeini si-a exprimat profunda dezaprobare in discursurile si declaratiile sale. In unele orase ale Iranului, cum ar fi orasul Ghom (un centru religios), s-au declansat proteste impotriva acestui plan, care au condus la numeroase victime in randul poporului.
In dimineata zilei de miercuri, 5 iunie 1963, Imamul Khomeini, care se afla in locuinta sa din orasul Ghom, a fost retinut de catre reprezentanti ai regimului si arestat in inchisoarea Ghasr din Teheran. Acest fapt a condus la izbucnirea protestelor in mai multe orase din Iran, evenimentele ramanand in istorie sub denumirea de "Revolutia de la 15-khordad-1342".
Ca urmare a continuarii protestelor din mediul public si din cel academic, Khomeini a fost eliberat doua luni mai tarziu. Insa, din cauza discursului sau hotarat impotriva regimului din octombrie 1964 si impotriva Ordonantei promulgate de catre Sah - care prevedea expatrierea cetatenilor straini ce comit infractiuni si interzicerea condamnarii lor pe teritoriul iranian - Khomeini a fost exilat in Turcia.
Pe 4 septembrie 1965, Ruhollah Khomeini a fost trimis in Irak, in orasul Najaf. In timpul petrecut in exil, acesta isi face auzita vocea prin numeroase mesaje si declaratii, continuandu-si activitatea politica. In data de 5 octombrie 1977, Khomeini a primit interdictia de a-si continua activitatea politica pe teritoriul irakian. Ca urmare, acesta s-a stabilit in Paris. In scurta perioada petrecuta in Franta, a beneficiat de o mai mare libertate in actiunile sale de conducator al miscarii de opozitie, sustinandu-si opiniile politice printr-o gama variata de pledoarii. Astfel, a fost consolidata fundatia Republicii Islamice.
Dupa abdicarea Sahului, care a parasit Iranul pe 16 ianuarie 1979, Imamul Khomeini se reintoarce in Iran dupa o absenta de 14 ani, iar pe 1 februarie, la sosirea sa, milioane de oameni i-au iesit in intampinare. Reporterii aproximeaza ca 4 pana la 6 milioane de oameni s-au adunat pentru a-i ura "Bun venit". Intrarea lui Khomeini in Teheran este consemnata sub denumirea de "Dahe-ye Fajr", perioada ce marcheaza victoria Revolutiei Islamice. O data cu reintoarcerea lui Khomeini, Republica Islamica incepe sa se contureze, iar cei implicati in miscarea de opozitie prind forte noi.  In 11 februarie, dupa ce revolutionarii au preluat controlul asupra posturilor de radio, de televiziune si a altor institutii, armata s-a predat, iar Revolutia a invins.
In Iran, perioada 1-10 februarie poarta denumirea de "Dahe-ye Fajr", zile in care se celebreaza, in fiecare an, victoria Revolutiei Islamice. In ziua de 11 februarie oamenii se strang intr-o mare adunare, onorand amintirea acestei zile.
Seyyed Ruhollah Khomeini este cunoscut, in Iran, cu  numele de Imam Khomeini. Acesta este unul dintre marii lideri spirituali ai Siitilor, care a dirijat Revolutia Islamica. Dupa victoria Revolutiei, a dezvoltat sistemul de guvernare al Republicii Islamice si a exercitat functia de lider suprem al Iranului pana la sfarsitul vietii. Datorita influentei sale puternice asupra miscarii revolutionare islamice, numele sau a intrat in eternitate.
La 3 luni dupa victoria revolutionara, la inceputul lunii aprilie 1979, cetatenii iranieni au votat  in cadrul unui referendum in favoarea regimului islamic, care a obtinut 98% din voturi. In prima zi a anului 1989, Seyyed Ruhollah Khomeini a trimis o scrisoare catre Gorbaciov, conducatorul URSS. Acesta scrisoare a fost inaintata lui Mihail Gorbaciov, ultimul secretar general al Partidului Comunist, de catre reprezentanti ai acestuia: doi barbati - Ayatollah Abdolah Javadi Amoli, Dr. Mohammad Larijani, si o femeie - Marzieh Hadidchi Dabagh. In acesta scrisoare, Khomeini evidentia lipsurile regimului comunist si sustinea desfiintarea acestuia in Uniunea Sovietica si Europa.
Imamul Khomeini avea doi baieti si trei fete: Mostafa, fiul sau cel mare, care a parasit aceasta lume inaintea tatalui sau, Ahmad, la scurt timp dupa tatal sau. Fiicele sale se numeau Zahra, Sedigheh si Farideh. Khomeini a scris peste 40 de carti in multiple domenii: etica, misticism, filosofie, poezii, interpretari ale Coranului, majoritatea scrise inaintea Revolutiei Islamice. In 1989, Seyyed Ruhollah intampina o criza a sistemului digestiv, in urma careia suporta o operatie, iar in cele din urma, in ziua de 2 iunie 1989 la ora 22 si 20 de minute, paraseste acesta lume la varsta de 87 de ani. Inmormantarea sa, la care au participat peste 10 milioane de oameni, aproximativ o sesime din populatia totala a Iranului, a intrat in Guinness, Cartea Recordurilor,  drept ceremonia de inmormatare cu cel mai mare numar de participanti. Pe 5 iunie, trupul sau a fost depus intr-unul dintre cele mai mari cimitire din Teheran (Behesht-e Zahra).

### Imamul Khomeini si misticismul
Dincolo de rolul sau politic si de studiile sale in alte domenii, Imamul Khomeini a manifestat din tinerete o inclinatie deosebita catre misticism. Acesta a fost prezent in numeroase adunari ale marilor mistici, precum Inteleptul mistic, Mohammad Ali, Sah-Abadi si Mirza-Javad Maleki. Ulterior, el insusi a devenit indrumator si profesor in acest domeniu, fiind de asemenea autorul multor carti in sfera misticismului.
Se spune ca misticismul constituie unul dintre elementele reprezentative ale personalitatii lui Khomeini, sau poate chiar componenta esentiala a caracterului sau. Unele voci sustin ca intreaga perspectiva politica a sistemului initiat de Khomeini detine mai mult decat o valenta socio-politica, avandu-si radacinile in concepte mistice. Imamul nu este doar un filosof, un om politic sau un revolutionar, acesta este totodata si un mistic. Revolutia si ideologia politica a lui Khomeini reflecta conceptia sa mistica, iar toate actiunile si protestele sale din perioada confruntarilor politice isi au originea in acesta viziune.

### Cartea de poezii a lui Khomeini
Imamul Khomeini a lasat in urma numeroase lucrari scrise, printre care se numara si poeziile sale, cu un continut ideatic vast redat sub forma catrenelor, a distihurilor si a sonetelor (si alte structuri poetice specifice literaturii persane). Khomeini nu a publicat niciuna dintre lucrarile sale poetice in timpul vietii, insa dupa ce a parasit aceasta lume, o selectie din poeziile sale a fost publicata de catre fiul lui, Ahmad Khomeini. La un an dupa plecarea lui Khomeini din aceasta lume, a fost publicata cartea sa de poezii. Deoarece misticismul ocupa o pozitie centrala in sistemul filosofic al Imamului, intreaga sa opera este luminata de conotatii spirituale. Opera sa literara (si prin extensie, lucrarea de fata) reflecta viziunea si perspectiva lui Khomeini asupra sferei ideatice a misticismului. Una dintre temele esentiale ale misticismului islamic este iubirea divina. De aceea, temele centrale abordate de catre Imamul Khomeini in poeziile sale sunt: Iubirea ("Eshgh"), Indragostitul ("Ashegh") si Preaiubitul ("Mashugh"). Iubirea este izvorul tuturor poeziilor mistice, iar Imamul Khomeini poate fi considerat unul dintre calatorii spirituali ai vremurilor noastre care a strabatut calea misticismului islamic. In volumul de poezii al Imamului, iese in evidenta o paleta variata de metafore ce fac trimitere la tema centrala a iubirii. Autorul abordeaza acest subiect din perspective multiple: relatia dintre indragostit si preaiubit, natura iubirii, opozitia dintre intelect si iubire, semnificatia iubirii, conexiunea dintre iubire si frumusete, renuntarea  la calea intelectului si alegerea caii iubirii, iubirea ca adevar universal.
In perspectiva misticilor, iubirea este esenta, cea fara de inceput si fara de sfarsit. Inca de la inceputurile Creatiei, lutul lui Adam a fost infuzat si insufletit cu iubire, iar omul poarta pentru eternitate aceasta iubire in profunzimile fiintei sale. Imamul Khomeini afirma ca: "Din ziua cea dintai purtam in suflet iubirea pentru Divinitate, ce nu are finalitate, intrucat inceputuri nu cunoaste".
  Cu alta ocazie, Imamul Khomeini a spus: "Doar iubirea Ta in inima omului se gaseste, iubirea Ta in lutul fiintei noastre salasuieste."
Pentru cel ce calatoreste pe calea mistica, prezenta divina reprezinta esenta splendorii supreme, iar toate celelalte frumuseti ale creatiei constituie raze sau emanatii ale stralucirii Sale. In intregul univers, nu se poate vedea sau cunoste o frumusete mai presus decat a Sa. Uratenia, rautatea si tot ceea ce reprezinta opusul frumusetii nu isi au locul in puritatea si unitatea naturii divine. Din El izvoraste tot ceea ce este frumos, iar din esenta Sa emana gratie si compasiune.
Din vremuri stravechi si pana in zilele  noastre, poetii persani adepti ai curentului mistic au utilizat termeni cu o bogata conotatie simbolica, precum "paharnicul", "indragostitul", "vinul", "taverna", "idolul", "templul", "batranul imbatat", "muzicantul", "biserica", "sinagoga" si "extravagantul". Niciunul dintre aceste cuvinte nu ar trebui interpretat conform  sensului sau propriu sau valorii sale literale.  Acesti termeni contin intelesuri profund simbolice incifrate intr-un cod mistic, deoarece  acest limbaj esoteric cuprinde multiple nuante subtile. Poeziile Imamului Khomeini nu se abat nici ele de la aceste principii. Ca ilustratie, vom reda mai jos cateva versuri:
"O, paharnicule, vino si incanta-ne cu miscarile tale delicate
Caci prezenta ta fina ne transpune in taramurile elevate"
"Cu o inima plina de dor,
Pe drumul tau sunt calator,
Indemnat de propriul Sine,
In templu ma reunesc cu tine"
"A venit primavara ce deschide portile vinariilor,
Incepeti-va rugaciunea catre sanctuarul indragostitilor"
"Vestea uniunii a ajuns la portile vinariei,
Indragostitii, in extaz,
Pornesc un dans al bucuriei"
Poezia joaca un rol esential in cunosterea caracterului unei persoane. Opera poetica este cheia catre inima autorului, intrucat aceasta reflecta cele mai pure clipe de inspiratiei si cele mai rafinate trairi launtrice. Prin urmare, poeziile Imamului Khomeini contin cheia cunosterii caracterului sau. In esenta, personalitatea sa reprezinta o imbinare de paradoxuri:
Pe de o parte, avem de-a face cu o personalitatea puternica, revolutionara, care a ghidat un popor intreg sa participe la unison intr-o miscare de reforma politica, fara arme, doar prin forta discursului sau, desfiintand cu ajutorul credintei sale si al sistemului sau ideologic unul dintre cele mai puternice si bine consolidate guverne. Prin ratiunea si moralitatea sa, Khomeini a dirijat si a desavarsit miscarea revolutionara si constituirea Republicii Islamice, opunand de asemenea rezistenta tendintelor invazive exacerbate ale marilor puteri externe.
Pe de alta parte, avem in vedere inclinatiile sale mistice, predispozitia sa pentru credinta si iubire, inima sa plina de iubire divina, trasaturi care pot fi considerate nucleul poeziilor sale mistice. In ceea ce priveste exprimarea valorilor spirituale, opera sa detine o relevanta aparte, in special tinand seama ca poezia nu reprezenta profesia sa principala, ci constituia un instrument prin care sa poata fi transmisa iubirea pentru "Preaiubitul Primordial".
Daca alegem sa privim poezia precum o intrepatrundere a aspectelor vizibile cu cele invizibile, nota dominanta a operei lui Khomeini este conferita de catre componenta interioara, invizibila, adica semnificatia ascunsa. Pentru Imamul Khomeini, poezia nu reprezinta esenta scopului sau, iar daca afirmam ca rolul acestuia este limitat la cel de poet, vom diminua complexitatea personalitatii sale. Komeini insusi afirma despre opera sa poetica: "Sunt nevoit sa marturisesc cu sinceritate ca nu am detinut  niciodata  o capacitate iesita din comun de a fi poet, nici in anotimpul tineretii, care ar fi fost cel mai prielnic moment pentru activitati poetice, nici in cel al batranetii, pe care deja l-am incheiat, nici chiar la finalul vietii, etapa in care ma aflu acum..."
Fara sa tina cont de regulile conventionale ale poeziei: rima, ritm, etc., Imamul  a verbalizat si a asternut pe hartie cu o simplitate specifica tot ceea ce se revarsa din inima lui. Tocmai prin acesta simplitate se disting operele sale. Desigur, figurile de stil specifice: metafore, comparatii, epitete etc. isi fac simtita prezenta in poeziile sale, insa in mod natural, spontan. Scrierile sale mistice au ca tema centrala aspiratia catre stadiul de fiinta umana desavarsita. El insusi urma aceasta cale, intrucat in personalitatea sa se regasesc particularitatile procesului desavarsirii.
Imamul este o fiinta multifatetata, exercitand atat rolul de mistic, lider religios, filosof, cat si cel de conducator politic si revolutionar.

### Iubirea si misticismul
Din perspectiva Imamului, iubirea este esenta caii spirituale autentice. Iubirea curge prin intreaga tesatura a vietii, este omniprezenta si nelimitata.

"Cand aripile iubirii se deschid
Si cand se dezvaluie a Sa Prezenta,
Intregul univers
Este cuprins in acesta Esenta"
"Fiecare particula in iubire este cufundata,
Intreaga intindere a creatiei de iubire este inundata"
Desigur, nu toate poeziile Imamului au conotatii mistice, iar ideologia sa esoterica nu distorsioneaza si nu interfereaza cu activitatile sale politice.
Republica si Revolutia Islamica, celebrarile istorice si dragostea pentru poporul iranian s-au aflat in atentia Imamului in fiecare moment al vietii sale. Prin urmare, in toate formele sale de exprimare poetica - catrene, distihuri - regasim versuri ce abordeaza si problematica sociala.